# 阿提卡的伊斯特尔
伊斯特尔，（希臘語：Ἴστρος ὁ Καλλιμάχειος，前250年—前200年）。古希腊阿提卡的历史学家之一，生活于雅典。曾师从于卡利马库斯，著有14卷本的《阿提卡史》，该书仅涉及阿提卡神话时代的历史。除此之外，他还撰有《雅典史》等与之相关的历史著作。

## 扩展阅读
- Monica Berti, Istro il Callimacheo, I, Testimonianze e frammenti su Atene e sull'Attica, Edizioni Tored, Tivoli (Roma) 2009
- demo.fragmentarytexts.org - Istros （页面存档备份，存于）